# Die Sklavinnen von Damaskus
Die Sklavinnen von Damaskus (Originaltitel: L’eroe di Babilonia) ist ein italienischer historischer Abenteuerfilm mit Fantasy-Elementen. Der von Siro Marcellini inszenierte Film hatte am 3. Juli 1964 seine Erstaufführung im deutschsprachigen Raum. Ein Alternativtitel der Videoveröffentlichung war Babylonia.

## Handlung
Balthazar hat sich des Thrones von Babylonien (in der deutschen Version Damaskus) bemächtigt und regiert die Stadt mit eiserner Hand und Gewalt. Der rechtmäßige Throninhaber Nippur ist bei Kyros, dem persischen König, aufgewachsen, macht sich in sein Heimatland auf, um die Gewaltherrschaft zu beenden und wieder Ruhe ins Reich zu bringen. Während seiner Reise befreit er das jüdische Mädchen Tamira aus den Händen der Häscher von Balthazar, die sie der Göttin Itar zum Flammenopfer bringen wollten.
Balthazar kann jedoch die Unterkunft des Mädchens und von Nippur aufspüren und lässt sie in den Kerker werfen. Nippur kann sich mit Hilfe seiner Freunde befreien und die Tore Babyloniens für die Truppen des Kyros öffnen. Balthazar stirbt durch das Schwert Nippurs, der mit Tamira den Thron besteigt.

## Kritik
Ein Film bescheidener Machart, mit kargen Mitteln hergestellt und in seinen erzählerischen Lösungen sehr vorhersehbar, schreibt Segnalazioni Cinematografiche Cinema hielt den Film schlicht für „Quark“.

## Bemerkungen
Das italienische Einspielergebnis betrug 195 Millionen Lire.